# Îles Alikhoolip
Alikhoolip (en espagnol : Islas Alikhoolip) sont des îlots du Chili.

## Géographie
Elles se situent dans le sud-ouest du Chili et sont totalement rocheuses. La plus grosse des îles à une superficie d'environ 3,7 km2.